# Эль-Джадида
Эль-Джадида (араб. الجديدة‎, фр. El Jadida) — портовый город на атлантическом побережье Марокко, столица одноимённой провинции страны.  Старая португальская крепость — памятник Всемирного наследия ЮНЕСКО.

## История
Город был основан португальцами в 1502 году, когда для защиты от мавров была построена крепость Мазаган. Под этим названием и был известен город до 1769 года, когда он был захвачен и разрушен султаном Мохаммедом бен Абдаллой. Часть португальцев переселилась в бразильский Мазаган. 
В 1825 году арабы вновь отстроили город, дав ему арабское название «Эль-Джадида», которое можно перевести на русский язык как «новый». Однако после перехода Марокко под протекторат Франции, когда город начал быстро развиваться, ему было возвращено старое название. И лишь с получением страной независимости название «Эль-Джадида» стало официальным.
В 2004 году в городе проживало 144 тысячи человек. Пляжи Эль-Джадиды служат местом отдыха как для жителей Марокко, так и для иностранных туристов.

## Побережье
К северу от рыбацкого порта тянется городской променад с просторными пляжами и гостиницами вдоль побережья. За городом к югу также имеется известный пляж Сиди-Бузид со множеством вилл, которые оживают в летний период, а также лагуна с устричными фермами в коммуне Уалидия. Это любимое место прогулок горожан.

## Крепость
Старая крепость возле порта. Известна случаем, когда около 3000 воинов погибли в огне внутри этой крепости. Сейчас там жилые кварталы и сувенирные лавки. Налево от входа, внутри крепости, в конце улицы есть пекарня лучшего в городе традиционного хлеба. На той же улице справа находятся традиционные бани — хаммам. Прямо от входа расположены сувенирные лавки. Внутри крепости есть священное сакральное место. Цокольный этаж дома с источником воды и одним лучом света, проникающим сверху. Почитается мусульманами. Также в крепости после праздника рамадана проводится традиционный фестиваль музыки. В 2009 году в крепости снимался марокканский фильм «Странник».

## Рынок
Напротив входа в крепость расположен рынок. Особенно он оживлён во время праздника рамадан в сентябре. В это время рынок работает ночью до утра. Прямо от входа в крепость расположены лавки продуктов и медицинских трав. Направо уходит улица с хлебом, фруктами и различными пунктами питания. Налево лавки с керамикой и прочими хозяйственными товарами. Чуть дальше прямо расположена площадь с часовой башней. На площади находится гостиница и общественная душевая. Далее прямо лавки постепенно переходят в магазины различных товаров.

## Порт
В городе расположен рыбацкий порт. Множество частных рыболовецких деревянных лодок, несколько тралов и рыбный рынок. На территории порта находится яхт-клуб. Впрочем, в этом небольшом порту могут разместиться 3-5 яхт возле пирса яхт клуба, и 2-5 на якоре рядом.
Первый этаж здания яхт-клуба занят городским клубом виндсерфинга, верхний этаж рестораном. Водой и электричеством яхты не обеспечиваются. Впрочем, в 2009 году король Марокко обещал провести реконструкцию.

## Университеты
В городе есть два университета - общественный и технический.

## Туризм
В городе активно развивают туризм. В 2010 году Kerzner International построил 5-звёздочный туристический курорт Mazagan к северу от центра города, с казино, полями для гольфа, торговыми центрами и другими объектами.

## Русскоязычная община
В городе есть марокканско-украинские и марокканско-русские семьи. Марокканцы проходили обучение и женились в России. Было две основных волны. Первая в советское время. Некоторые преподаватели местных университетов говорят по-русски. Вторая волна — это более молодые люди, получившие медицинское образование в России. Обычно владельцы аптек.